# Xalqobod
Xalqobod (uzb. cyr.: Халқобод; karakałp.: Халқабад, Xalqabad; ros.: Халкабад, Chałkabad) – miasto w środkowo-zachodnim Uzbekistanie, w Republice Karakałpackiej, w tumanie Kegeyli. W 1989 roku liczyło ok. 9,2 tys. mieszkańców.
Miejscowość otrzymała prawa miejskie w 1986 roku.